# Estació de Vilajuïga
Vilajuïga és una estació de ferrocarril propietat d'adif situada a la població de Vilajuïga, a la comarca catalana de l'Alt Empordà. L'estació es troba a la línia Barcelona-Girona-Portbou i hi tenen parada trens de la línia R11 dels serveis regionals de Rodalies de Catalunya, operats per Renfe Operadora.
Aquesta estació de la línia de Girona va entrar en servei l'any 1878 quan va entrar en servei el tram construït per la Companyia dels Ferrocarrils de Tarragona a Barcelona i França (TBF) entre Figueres i Portbou. Tot i que l'edifici va ser concebut com a provisional, diferenciant-se estructuralment d'altres de la línia, ha perdurat i encara es conserva.
L'any 2016 va registrar l'entrada de 10.000 passatgers.
| Procedència/Destinació                     | <        | Línia | >      | Procedència/Destinació          |
| ------------------------------------------ | -------- | ----- | ------ | ------------------------------- |
| Rodalia de Girona                          |          |       |        |                                 |
| L'Hospitalet de Llobregat                  | Figueres |       | Llançà | Portbou                         |
| Serveis regionals de Rodalies de Catalunya |          |       |        |                                 |
| Barcelona-Sants                            | Figueres |       | Llançà | Portbou / Cervera de la Marenda |